# Куні но токотаті но камі

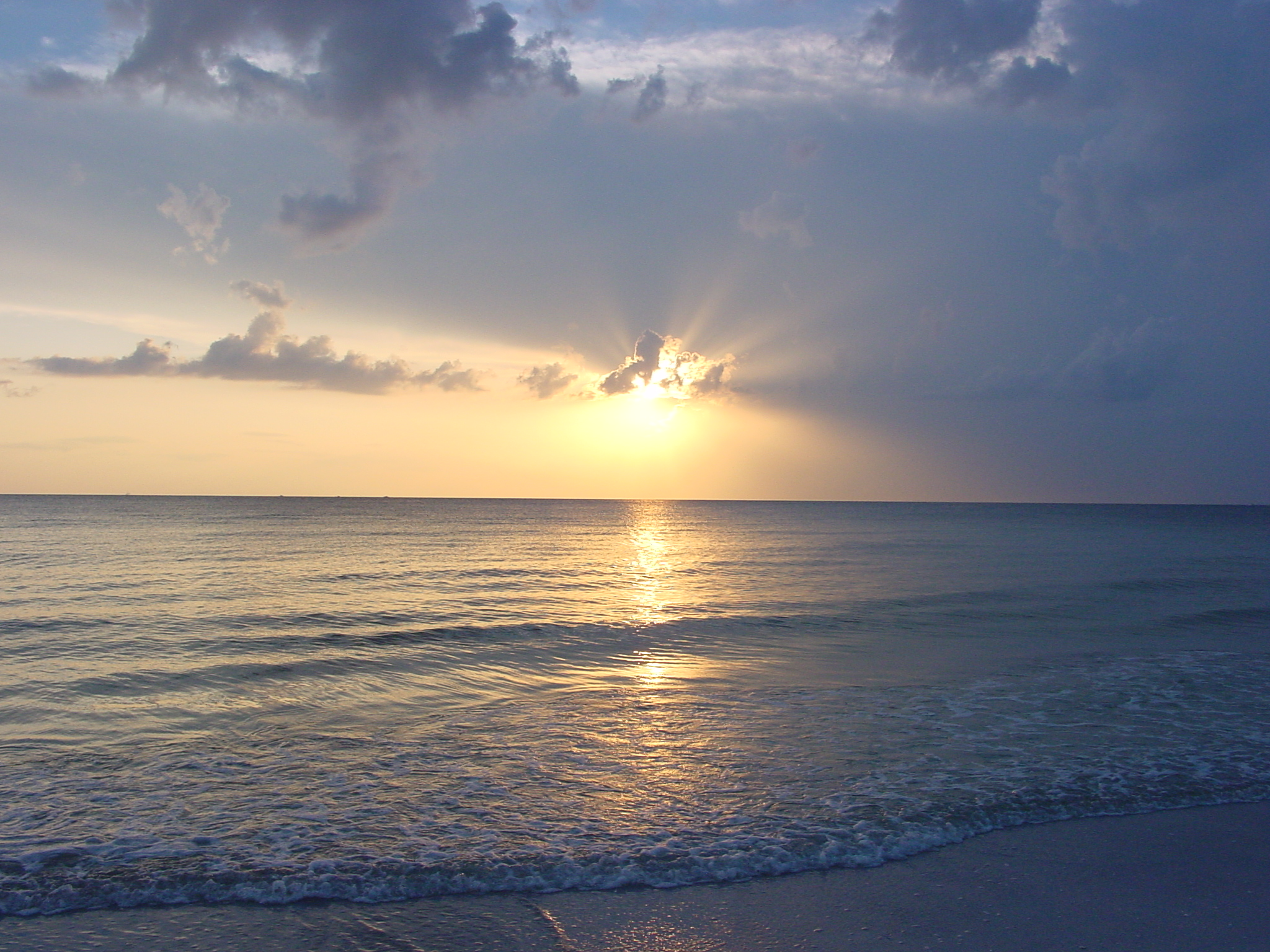
...спочатку виникло Небо, а потім встановилася Земля. Після цього між ними народилися боги...

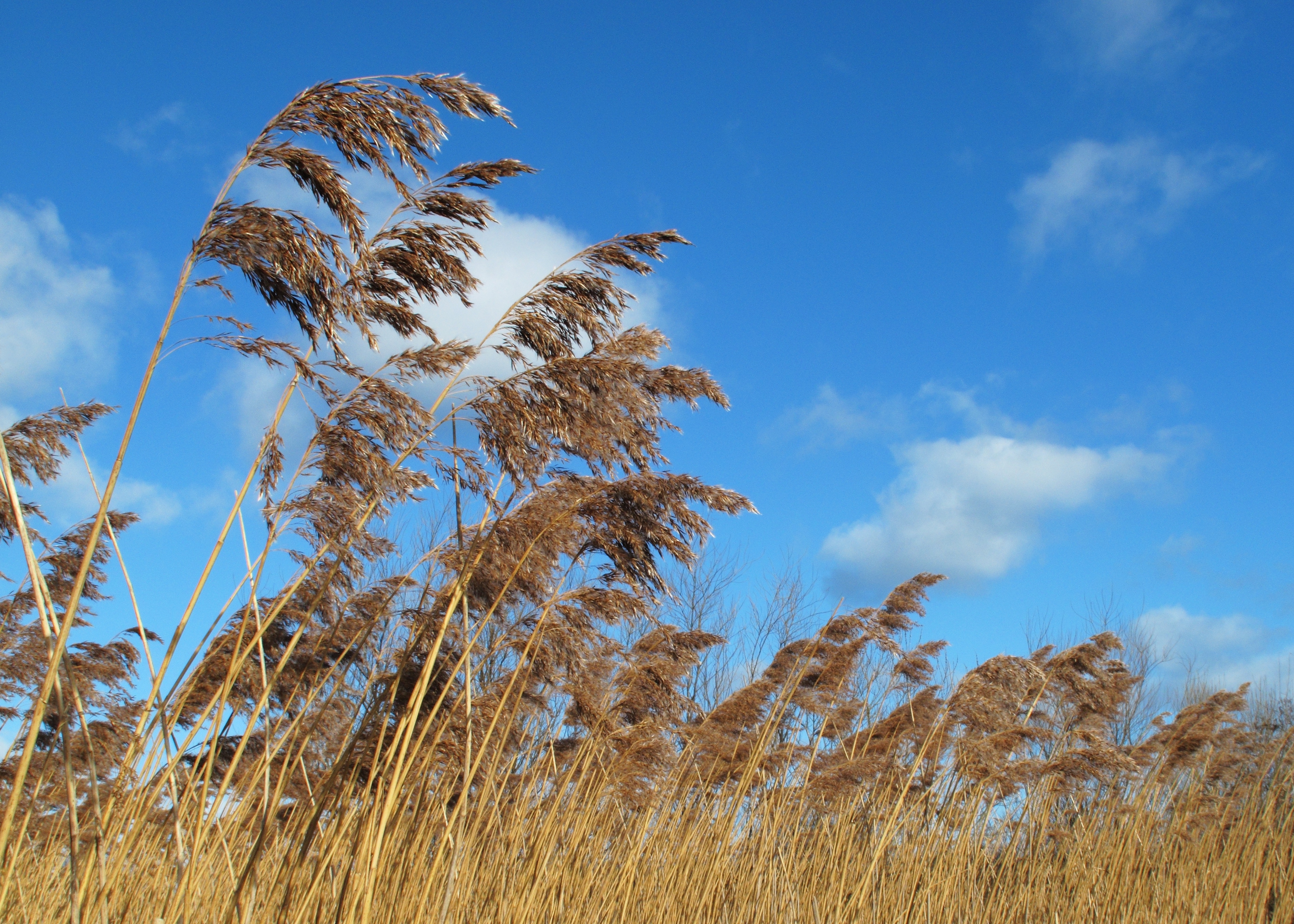
...І тоді між Небом і Землею народилося дещо. За формою воно нагадувало паросток очерету...

Куні но токотаті но камі (яп. 国之常立神, くにのとこたちのかみ, «Бог, що вічно стоїть у країні») або Куні но токотаті но мікото (яп. 国常立尊, くにのとこたちのみこと, «Господар, що вічно стоїть у країні») — синтоїстське божество чоловічої статі. Згідно з «Анналами Японії» перший з трійці богів, що з'явилися на початку сотворення світу.

## Короткі відомості

### Аннали Японії
Перший сувій «Анналів Японії» описує появу Куні но токотаті но камі так:
|  | В давнину, коли Небо і Земля не були розрізані, а Світло та Темрява не були розділені, [всесвітня] суміш походила на куряче яйце, була неясною і мала в собі паросток. І ось, чиста і світла [частина] витягнулася, розтягнулася і стала Небом, а важка і тьмяна [частина] утрималась, застрягла і стала Землею. [Оскільки] з'єднання тонкого і досконалого відбувається легко, а згущення важкого і тьмяного — важко. Тому спочатку виникло Небо, а потім встановилася Земля. Після цього між ними народилися боги. Кажуть, що на початку розділення [Неба і Землі], суходіл плавав і рухався як риба, що грається на поверхні води. І тоді між Небом і Землею народилося дещо. За формою воно нагадувало паросток очерету. І обернулося воно божеством. Звали його Куні но токотаті но мікото. Потім [з'явився] Куні но сацуті но мікото. Потім — Тойо кумуну но мікото. Всього три божества. Шлях Неба змінювався сам собою. Тому ці [божества] стали справжніми чоловіками.Оригінальний текст (яп.) 古天地未剖。陰陽不分。渾沌如鶏子。溟涬而含牙。及其清陽者薄靡而爲天。重濁者淹滯而爲地。精妙之合搏易。重濁之凝場難。故天先成而地後定。然後神聖生其中焉。故曰。開闢之初。洲壞浮漂。譬猶游魚之浮水上也。于時天地之中生一物。状如葦牙。便化爲神。號國常立尊。次國狹槌尊。次豐斟渟尊。凡三神矣。乾道獨化。所以成此純男。 |

#### Варіанти
Там само, в «Анналах Японії» подаються інші версії появи Куні но токотаті но камі з невідомих книг та переказів. Також наводяться інші варіанти імен цього божества. На відміну від основної версії «Анналів», друга і третя називають Куні но токотаті но камі другим богом, що народився на початку сотворіння світу. Шоста ж версія твердить, що він був третім.
|  | (1) В одній книзі сказано, що коли вперше розділилися Небо і Земля, в пустоті було дещо. Форму його важко описати. Всередині нього перебувало божество, що народилося з самого себе. Звали його Куні но токотаті но мікото. Його також називають Куні но сокотаті но мікото. Потім [з'явився] Куні но сацуті но мікото. Його також називають Куні но сататі но мікото. Потім [з'явився] Тойо кунінусі но мікото. Його також називають Тойо кумуну но мікото. А також Тойо кабуно но мікото. А також Укабуно тойокау но мікото. А також Тойо куніно но мікото. А також Тойо кабуно но мікото. А також Хако куніно но мікото. А також Міно но мікото.Оригінальний текст (яп.) 一書曰、天地初判、一物在於虚中。状貌難言。其中自有化生之神。號國常立尊。亦曰國底立尊。次國狹槌尊。亦曰國狹立尊。次豐國主尊。亦曰豐組野尊。亦曰豐香節野尊。亦曰浮經野豐買尊。亦曰豐國野尊。亦曰豐齧野尊。亦曰葉木國野尊。亦曰見野尊。 |

|  | (2) В одній книзі сказано, що в давнину, коли країна була молодою і Земля була молодою, носилося і плавало [по воді] щось у вигляді жиру. І тоді в країні народилося дещо. Його форма походила на паросток очерету, що проростає. З нього народилося божество. Його звали Умасі асікабі хікодзі но мікото. Потім [з'явився] Куні но токотаті но мікото. Потім — Куні но сацуті но мікото.Оригінальний текст (яп.) 一書曰、古國稚地稚之時、譬猶浮膏而漂蕩。于時、國中生物。状如葦牙之抽出也。因此有化生之神。號可美葦牙彦舅尊。次國常立尊。次國狹槌尊。葉木國、此云播擧矩爾。可美、此云于麻時。 |

|  | (3) В одній книзі сказано, що коли Небо і Земля були перемішані, існували на початку боги-люди. [Першого] звали Умасі асікабі хікодзі но мікото. Наступного — Куні но сокотаті но мікото. Оригінальний текст (яп.) 一書曰、天地混成之時、始有神人焉。號可美葦牙彦舅尊。次國底立尊。彦舅、此云比古尼。 |

|  | (4) В одній книзі сказано, що коли вперше розділилися Небо і Земля, на початку були божества, які народилися разом. [Першого] звали Куні но токотаті но мікото. Наступного [звали] Куні но сацуті но мікото. Також названі імена богів, які народилися на Рівнині Високого Неба. [Першого] звали Аме но мінаканусі но мікото. Наступного [звали] Така мімусубі но мікото. Наступного [звали] Каму мімусубі но мікото. Оригінальний текст (яп.) 一書曰、天地初判、始有倶生之神。號國常立尊。次國狹槌尊。又曰、高天原所生神名、曰天御中主尊。次高皇産靈尊。次神皇産靈尊。皇産靈、此云美武須毘。 |

|  | (4) В одній книзі сказано, що коли вперше розділилися Небо і Земля, на початку були божества, які народилися разом. [Першого] звали Куні но токотаті но мікото. Наступного [звали] Куні но сацуті но мікото. Також названі імена богів, які народилися на Рівнині Високого Неба. [Першого] звали Аме но мінаканусі но мікото. Наступного [звали] Така мімусубі но мікото. Наступного [звали] Каму мімусубі но мікото. Оригінальний текст (яп.) 一書曰、天地初判、始有倶生之神。號國常立尊。次國狹槌尊。又曰、高天原所生神名、曰天御中主尊。次高皇産靈尊。次神皇産靈尊。皇産靈、此云美武須毘。 |

|  | (5) В одній книзі сказано, що коли Небо і Земля ще не народилися, носилася по морю хмара, яка плавала, не маючи чим закріпитися корінням. В ній народилося дещо. Воно походило на паросток очерету, що проростає з гущі. І ось обернулося воно людиною. Звали її Куні но токотаті но мікото.Оригінальний текст (яп.) 一書曰、天地未生之時、譬猶海上浮雲無所根係。其中生一物。如葦牙之初生埿中也。便化爲人。號國常立尊。 |

|  | (6) В одній книзі сказано, що коли вперше розділилися Небо і Земля, існувало дещо. Воно походило на паросток очерету і народжувалося в небі. І перетворилося воно на божества. [Першого] звали Аме но токотаті но камі. Наступного [звали] Умасі асікабі хікодзі но мікото. Також існувало ще дещо. Воно походило на жир, що плаває [по воді], і народжувалося в небі. І перетворилося воно на божество. Його звали Куні но токотаті но мікото.Оригінальний текст (яп.) 一書曰、天地初判、有物。若葦牙、生於空中。因此化神、號天常立尊。次可美葦牙彦舅尊。又有物。若浮膏、生於空中。因此化神、號國常立尊。 |